# Qingyang (Chizhou)
Der Kreis Qingyang (chinesisch 青阳县, Pinyin Qīngyáng Xiàn) ist ein Kreis der bezirksfreien Stadt Chizhou in der chinesischen Provinz Anhui. Er hat eine Fläche von 1.194 Quadratkilometern und zählt 255.000 Einwohner (Stand: Ende 2018). Sein Hauptort ist die Großgemeinde Rongcheng 蓉城镇.
Der heilige Berg Jiuhua Shan liegt in seinem Gebiet.

## Administrative Gliederung
Auf Gemeindeebene setzt sich der Kreis aus neun Großgemeinden und vier Gemeinden zusammen. 